# Tadeusz Baird

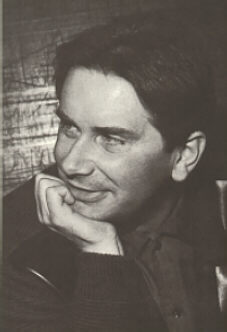
Tadeusz Baird

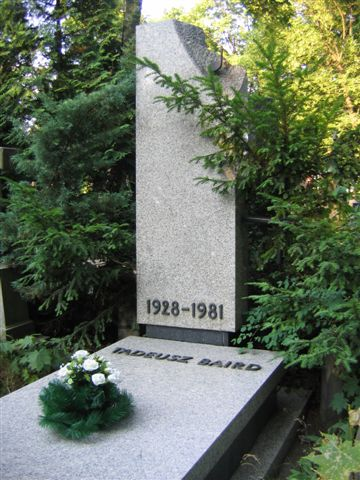
Grab von Tadeusz Baird

Tadeusz Baird (* 26. Juli 1928 in Grodzisk Mazowiecki; † 2. September 1981 in Warschau) war ein polnischer Komponist.

## Leben
Baird lernte privat 1934 und von 1940 bis 1944 am Konservatorium Warschau Klavier bei Tadeusz Witulski in Warschau. Daselbst erhielt er Unterricht in Musiktheorie bei Boleslaw Woytowicz und Kazimierz Sikorski. Außerdem wurde er von den Komponisten Bolesław Szabelski und Kazimierz Rytel unterrichtet. Nach dem Warschauer Aufstand 1944 wurde er von den Nazis verhaftet und in den Lagern Soest und Gladbeck in der Nähe von Münster inhaftiert. 1945 befreiten ihn die Briten, die ihn in ein Militärkrankenhaus bei Hagen brachten. Im Jahr 1946 kehrte er zurück nach Polen.
Er studierte von 1947 bis 1951 Komposition bei Piotr Rytel und Piotr Perkowski an der Höheren Staatlichen Musikschule Warschau (dem umbenannten Konservatorium). Außerdem studierte er von 1948 bis 1951 Musikwissenschaften an der Universität Warschau. 1949 gründete er zusammen mit Kazimierz Serocki und Jan Krenz die Gruppe 49, die sich um eine Musik entsprechend der staatlichen Doktrin vom sozialistischen Realismus bemühte. 1956 gehörte er mit Serocki zu den Begründern des Warschauer Herbstes, eines bedeutenden Festivals der zeitgenössischen Musik. Seit 1974 unterrichtete er an der Höheren Staatlichen Musikschule und wurde 1977 Professor für Komposition. Zu seinen Schülern gehören Paweł Szymański, Krzysztof Knittel, Elżbieta Sikora und Thomas Böttger. 1976 wurde er Präsident der Polnischen Sektion der Internationalen Gesellschaft für Neue Musik. 1978 wurde er Korrespondierendes Mitglied der Sektion Musik der Akademie der Künste in Berlin (Ost).
Die persönliche Sprache des Komponisten zeichnet sich durch Intensität im Lyrischen aus.
In Werken seit etwa 1956 erprobte Baird musikalische Mikrostrukturen nach dem Vorbild Anton Weberns. Sie sind aber immer von sehr starker Expressivität geprägt, da er sich vor allem dem Vorbild Alban Bergs zuwandte.
Er ist auf dem Powązki-Friedhof in Warschau beerdigt.

## Preise und Auszeichnungen
- 1951: Nationalpreis
- 1952: Goldenes Verdienstkreuz der Republik Polen
- 1954: Ritter des Ordens Polonia Restituta
- 1958: Erster Preis beim G. Fitelberg Wettbewerb
- 1959: Erster Preis bei der Tribune internationale des compositeurs (UNESCO) in Paris
- 1962: Minister für Kultur und Kunst-Preis
- 1963: Musikpreis der Stadt Köln
- 1963: Erster Preis bei der Tribune internationale des compositeurs (UNESCO) in Paris
- 1964: Nationalpreis, II. Klasse
- 1966: Erster Preis bei der Tribune internationale des compositeurs (UNESCO) in Paris
- 1966: Jahrespreis der polnischen Komponisten-Union
- 1968: S. Kusewicki-Preis
- 1970: Nationalpreis
- 1970: Künstlerpreis der Stadt Warschau
- 1971: A. Jurzykowski Stiftungs-Preis in New York
- 1974: A. Honegger-Preis
- 1974: Orden Banner der Arbeit, II. Klasse
- 1976: Sibelius-Medaille
- 1979: Premierminister-Preis und Medaille des National Educational Committee
- 1981: Orden Banner der Arbeit, I. Klasse (postum)

## Werke
- Sinfonietta, 1949
- Klavierkonzert, 1949
- Sonatina I für Klavier, 1949
- Sonatina II für Klavier, 1952
- 1. Sinfonie, 1950, Nationalpreis 1951
- Colas Breugnon: eine Suite im alten Stil für Streichorchester und Flöte, 1951
- 2. Sinfonie quasi una fantasia, 1952
- Kleine Suite für Kinder für Klavier, 1952
- Concerto für Orchester, 1953
- Divertimento für Flöte, Klarinette, Oboe und Fagott, 1956
- Cassazione für Orchester, 1956
- Vier Liebessonette für Baritone und Orchester auf Texte von William Shakespeare, 1956
- Espressioni Varianti für Violine und Orchester, 1959
- Vier Essays, 1958, UNESCO-Preis 1959
- Exhortation für Sprechstimme und Orchester, 1960
- Erotik für Sopran und Orchester auf Texte von Małgorzata Hilar, 1960–61
- Epiphanie Musik, 1963
- Vier Dialoge für Oboe und Kammerorchester, 1964, UNESCO-Preis 1966
- Vier Lieder für Mezzosopran und Kammerorchester auf Texte von Vesna Parun, 1966
- Morgen, Musikalisches Drama nach Joseph Conrad, 1966
- Vier Noveletten für Kammerorchester, 1967
- Sinfonia Breve, 1968
- Fünf Lieder für Mezzosopran und sechs Instrumente auf Texte von Halina Poświatowska, 1968, Nationalpreis 1970
- 3. Sinfonie, 1969, Nationalpreis 1970
- Goethe-Briefe: Kantate für Bariton für gemischten Chor und Orchester auf Texte von Johann Wolfgang von Goethe und Charlotte von Stein, 1970
- Streichquartett, 1971
- Spiel für Streichquartett, 1971
- Psychodrama, 1972
- Elegia, 1973
- Oboenkoncert, 1973
- Concerto Lugubre für Viola und Orchester, 1975
- Szenen für Cello, Harfe und Orchester, 1977
- Canzona, 1980
- Stimmen aus der Ferne (Głosy z oddali) für Bariton und Sinfonieorchester auf Texte von Jarosław Iwaszkiewicz, 1981

## Filmmusik (Auswahl)
- 1957: Die Schlinge (Pętla)
- 1959: Lotna
- 1960: Als der Tag begann (Rok pierwszy)
- 1961: Samson
- 1961: April (Kwiecień)
- 1961: Feuermeister Kalen (Ogniomistrz Kaleń)
- 1963: Die Passagierin (Pasażerka)
- 1963: Alltag einer Ehe (Ich dzień powszedni)
- 1963: Menschenjagd (Naganiacz)
- 1963: Die abgerissene Brücke (Zerwany most)
- 1965: Der hölzerne Rosenkranz (Drewniany różaniec)
- 1965: Der Unbekannte (Nieznany)
- 1966: Der Platz für einen (Miejsce dla jednego)